# Bloc élitaire
 (janvier 2020).
Le terme de bloc élitaire est forgé durant la campagne présidentielle de 2017 par le sondeur et analyste politique Jérôme Sainte-Marie, qui en fait, avec le bloc populaire, l’un des deux pôles actifs de la recomposition politique française.

## Concept
Selon cet auteur, à la place du clivage gauche-droite, en crise ouverte depuis le milieu du quinquennat de François Hollande, la vie politique française serait structurée par une opposition bloc contre bloc, directement articulée sur un conflit entre classes sociales.
Selon cette analyse, le bloc élitaire est dirigé par l’élite réelle, c’est-à-dire les catégories effectivement dirigeantes, à la fois de l’État et du capitalisme français. Sa deuxième composante est l’élite aspirationnelle, c’est-à-dire les cadres, qui s’identifie aux valeurs et aux objectifs de l’élite réelle. Ils se distinguent par un vote plus important pour Emmanuel Macron au premier tour de l’élection présidentielle de 2017 et lui manifestent un soutien notable durant les premières années de son quinquennat. C’est également le cas des retraités, troisième élément du bloc élitaire, qui s’apparentent à une élite par procuration, déléguant aux représentants de l’élite réelle la défense de leurs intérêts, c’est-à-dire essentiellement la garantie du versement de leurs pensions de retraite.
Dans Bloc contre bloc. La dynamique du macronisme, Jérôme Sainte-Marie expose l'idée selon laquelle l'idéologie du bloc élitaire serait constituée par la réunion du libéralisme économique et du libéralisme culturel, reprenant ainsi l'analyse déjà formulée par le philosophe Jean-Claude Michéa. Son expression politique est le vote en faveur de La République en Marche.
La notion de bloc élitaire est inspirée du concept de bloc historique forgé par Antonio Gramsci. Elle se fonde sur la représentation de la société et de la politique développée par Karl Marx, illustrée notamment dans Le 18 Brumaire de Louis Bonaparte. 
Dans leur ouvrage, L’Illusion du bloc bourgeois, Bruno Amable et Stefano Palombarini développent une notion proche de celle du bloc élitaire, mais en insistant davantage sur la dimension économique de sa formation, tout en valorisant la notion de gauche et en postulant l’échec, ou l’illusion, de ce bloc. Dans son livre L’Archipel français, paru en mars 2019, Jérôme Fourquet évoque également la constitution d’un « bloc libéral-élitaire » autour d’Emmanuel Macron, sans toutefois envisager la constitution d’un pôle antagoniste, qui serait, selon Jérôme Sainte-Marie, le bloc populaire.